# ولادیمیر نازاریان
ولادیمیر روبنی نازاریان (ارمنی: Վլադիմիր Ռուբենի Նազարյան؛ ۱۰ مهٔ ۱۹۳۲ - ۲۱ ژوئن ۲۰۰۲) استاد دانشگاه، حقوق‌دان و سیاستمدار اهل ارمنستان بود که از تاریخ ۱۹۸۸ تا تاریخ ۱۹۹۰ سمت دادستان کل جمهوری ارمنستان را برعهده داشت.

## زندگی‌نامه
وی در ۱۰ مهٔ ۱۹۳۲ در واغارشاپات به دنیا آمد و از دانشگاه دولتی ایروان فارغ‌التحصیل گشت.  وی در ۲۱ ژوئن ۲۰۰۲ در سن ۷۰ سالگی در ایروان خودکشی کرد.

## نگارخانه

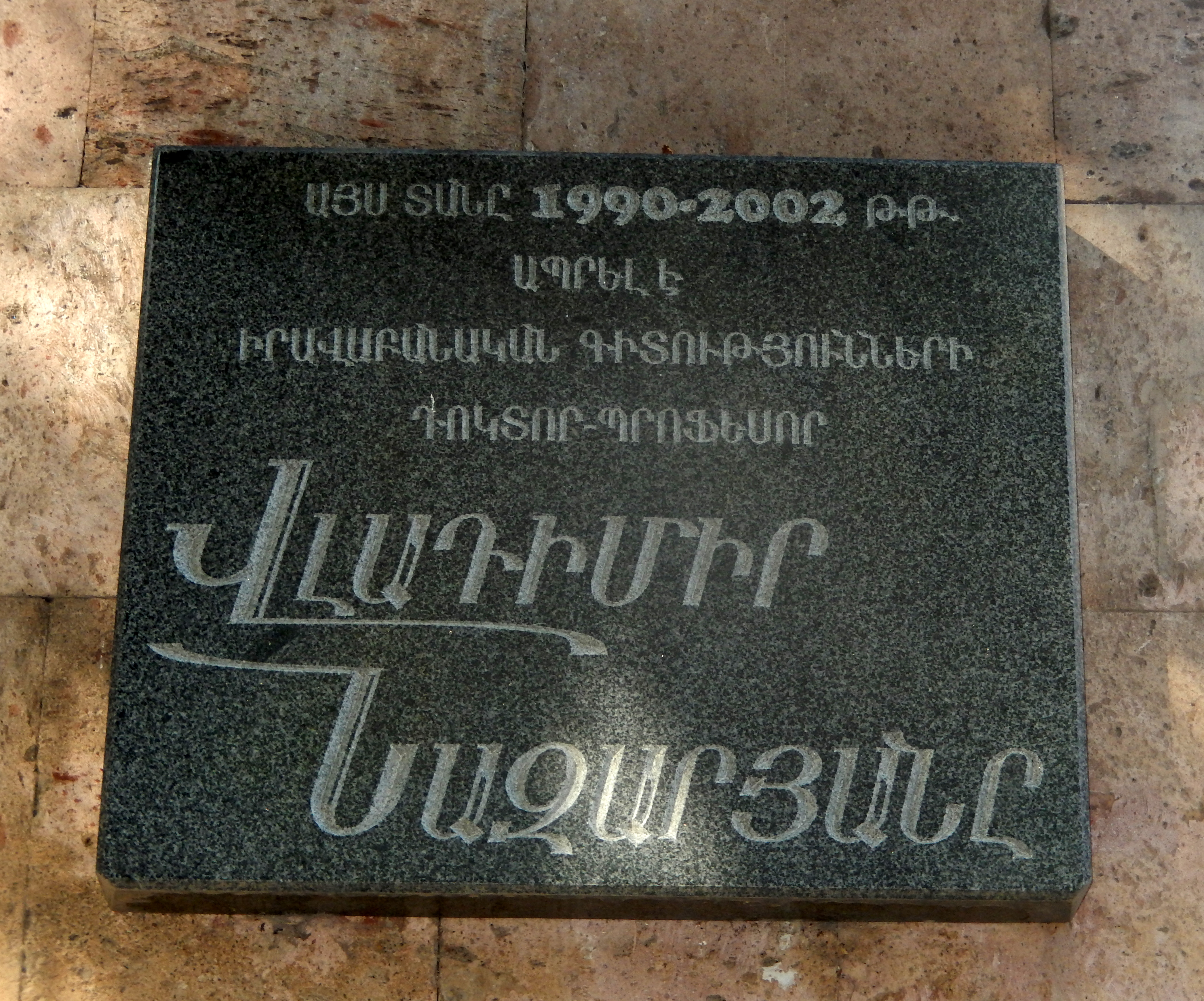